# Ingeborg Chrobok
Ingeborg Chrobok (* 1. Dezember 1923 in Nowawes; † 20. Mai 2019) war eine deutsche Schauspielerin, Nachrichten- und Hörspielsprecherin.

## Leben
Ab dem Jahr 1955 war Ingeborg Chrobok (auch Ingeborg Chrobok-Thies, Inge Chrobock) als Hörspielsprecherin im Rundfunk der DDR und verschiedenen Schallplattenlabeln der DDR zu hören. In den 1950er Jahren arbeitete sie im Funkhaus Potsdam des Berliner Rundfunks als Moderatorin. Bis 1963 war sie die erste und einzige Nachrichtensprecherin für die Aktuelle Kamera der DDR, allerdings nur zuständig für das Ansagen der Bildberichte aus dem Off. Mit dieser Aufgabe war sie anschließend noch mehrere Jahre betraut. Einen großen Bekanntheitsgrad erreichte sie als Sprecherin der Mutter Findig in der beliebten DDR-Hörspielserie des Berliner Rundfunks Was ist denn heut bei Findigs los? Neben Auftritten vor der Kamera für den Deutschen Fernsehfunk und die DEFA wirkte sie häufig als Sprecherin in Dokumentarfilmen der DEFA.

## Filmografie
- 1954: Der Fall Dr. Wagner
- 1957: Schlösser und Katen (Zweiteiliger Spielfilm)
- 1961: Septemberliebe
- 1962: Josef und alle seine Brüder (Fernsehfilm)
- 1962: Das zweite Gleis

## Hörspiele
- 1955: Lieselotte Gilles/Gerhard Düngel: Der Doktor der Armen (junge Frau Heim) – Regie: Willi Porath (Hörspiel – Rundfunk der DDR)
- 1956: Eduard Claudius: Grüne Oliven und nackte Berge (Thea) – Regie: Fritz Göhler (Hörspiel – Rundfunk der DDR)
- 1957: Ludwig Bechstein: Das Schlaraffenland (Käthchen) – Regie: Fritz Göhler (Kinderhörspiel/Kurzhörspiel – Rundfunk der DDR)
- 1957: A. G. Petermann: Die Hunde bellen nicht mehr – Regie: Theodor Popp (Kriminalhörspiel – Rundfunk der DDR)
- 1958: Gerhard Stübe: Das erste Wort (Elke) – Regie: Helmut Hellstorff  (Hörspiel – Rundfunk der DDR)
- 1958: Volkstext: Der Geizhals (Grete) – Regie: Fritz Göhler (Kinderhörspiel – Rundfunk der DDR)
- 1961: Maritta Hübner: Ulrike und ihre Puppenkinder (Lehrerin) – Regie: Maritta Hübner (Kinderhörspiel/Kurzhörspiel – Rundfunk der DDR)
- 1961: Manfred Bieler: Die kleine Freiheit (Frau Lahmann) – Regie: Edgar Kaufmann (Hörspiel – Rundfunk der DDR)
- 1961: Hanna Emuth: Fummel und Bummels Osterbesuch (Märchentante) – Regie: [unbekannt] (Kinderhörspiel – Eterna/Litera)
- 1962: Heinz Klemm: Noc und der große Drache – Regie: Maritta Hübner (Kinderhörspiel, 4 Teile – Rundfunk der DDR)
- 1962: Brüder Grimm: Die Bremer Stadtmusikanten (Köchin) – Regie: Theodor Popp (Kinderhörspiel – Litera)
- 1962: Hanna Emuth: Fummel und Bummel an der Ostsee (Erzählerin) – Regie: [unbekannt] (Kinderhörspiel – Eterna)
- 1963: Rudolf Leonhard: Orpheus – Regie: Renate Thormelen (Hörspiel – Rundfunk der DDR)
- 1963: Günter Herlt: Langestraße 18 (Frau Blumenfeld) – Regie: Werner Grunow (Hörspiel – Rundfunk der DDR)
- 1963: Hanna Emuth: Fummel und Bummel bei den Katzenkindern (Erzählerin) – Regie: [unbekannt] (Kinderhörspiel – Litera)
- 1963: Hanna Emuth: Fummel und Bummel beim Weihnachtsmann (Märchentante) – Regie: Fritz Göhler (Kinderhörspiel – Litera)
- 1966: Jewgenij Permjak: Der Hirt und die Geige (Erzählerin) – Regie: Maritta Hübner (Kinderhörspiel/Kurzhörspiel – Rundfunk der DDR)
- 1967: Rainer Nordmann: Moni und der Regenschirm – Regie: Christa Kowalski (Kinderhörspiel/Kurzhörspiel – Rundfunk der DDR)
- 1968: Rolf Gumlich: Verliebt über anderthalb Ohren – Regie: Horst Gosse (Kinderhörspiel – Rundfunk der DDR)
- 1968: Erasmus Schöfer: Denkmal Pfeiffer – Regie: Fritz-Ernst Fechner (Kriminalhörspiel/Kurzhörspiel – Rundfunk der DDR)
- 1969: Martin Andersen Nexø: Das Glück vom Schuttabladeplatz (Frau Anna) – Regie: Horst Gosse (Kinderhörspiel/Kurzhörspiel – Rundfunk der DDR)
- 1971: Bojan Balabanow: Das Glück kommt nicht von selbst (Ewgenia Jasadshiewa) – Regie: Fritz Göhler (Hörspiel – Rundfunk der DDR)
- 1973: Brigitte Tenzler: Die Ordnungsstrafe (Vorsitzende Pohl) – Regie: Joachim Gürtner (Hörspielreihe: Neumann, zweimal klingeln – Rundfunk der DDR)
- 1973: Ulrich Waldner: Frau Lämmlein (Frau) – Regie: Joachim Gürtner (Hörspielreihe: Neumann, zweimal klingeln – Rundfunk der DDR)
- 1976: Erich Schlossarek: Der Tadel (Frau Materni) – Regie: Fritz Göhler (Hörspiel – Rundfunk der DDR)
- 1979: Peter Brasch: Herr Konnie und die Uhren (Frau Kloppke) – Regie: Detlef Kurzweg (Kinderhörspiel/Kurzhörspiel – Rundfunk der DDR)
- 1986: Joachim Brehmer: Durcheinander (Frau Reiter) – Regie: Edith Schorn (Kurzhörspiel aus der Hörspielserie Waldstraße Nummer 7 – Rundfunk der DDR)
- 1987: Jutta Appler: Der Geburtstag (Elsbeth Reiter) – Regie: Detlef Kurzweg (Kurzhörspiel aus der Hörspielserie Waldstraße Nummer 7 – Rundfunk der DDR)